# سد داماء
سد داماء الأثري يقع في محافظة ميسان، وهو أحد أهم المعالم الأثرية والتاريخية في قرية داماء. ويبعد السد عن مركز المحافظة 16 كيلو مترًا تقريبًا. يوجد على السد بعض النقوش الأثرية والكتابات غير المنقوطة.

## تاريخ السد
يُرجح بأن تاريخ السد يعود إلى القرن الهجري الأول.

## طول وعرض وارتفاع السد
يبلغ طول السد أكثر من 130 مترًا، فيما يبلغ عرضه أكثر من 7 أمتار من وسطه، ويبلغ ارتفاعه أكثر من 13 مترًا.

## دقة البناء
يتميز السد بالبناء الهندسي المتناسق حيث نلاحظ قاعدة البناء متسعة ثم تبدأ بالتدرج نحو الداخل لتصل لأعلى السد ليكون أكثر ثباتًا وليمتلك قوة تحمل كبيرة لضغط المياه عند امتلائه بها. استخدم في بناء السد صخورًا ضخمة وأحجارًا كريمة تدل على عظمة وقوة من قام ببناء هذا السد، وقد تم تثبيتها بمادة الجص الأسمنتي الأحمر.